# Glamour
«Glamour» — щомісячний жіночий журнал, який видається компанією Condé Nast. Заснований в 1939 році у Сполучених Штатах; спочатку називався «Glamour of Hollywood».
Публікується в багатьох країнах, таких як: Велика Британія, США, Швеція, Франція, Італія, Німеччина, Іспанія, Росія, Греція, Польща, Південна Африка, Угорщина, Румунія, Нідерланди, Мексика, Бразилія, Болгарія, Нідерланди.
У січні 2019 року вийде останній номер друкованого журналу. Видавництво вирішило повністю перевести роботу видання в цифровий формат.

## США
В серпні 1943 року журнал змінив свою назву з «Glamour of Hollywood» на «Glamour». Журнал має більший розмір, ніж інші журнали подібної тематики на ринку. Націлений на жінок віком від 18 до 49 років. В США досяг кількості читачів у 1,411,061. Станом на червень 2013 року обсяг становить 2,300,854 копій.
«Glamour» був першим журналом, на обкладинку якого потрапила афроамериканка (Катіті Кайронд, серпень 1968).
З 1980 року журнал започаткував церемонію нагород Women of the Year.
У квітні 2009 року журнал запустив свій перший віджет для Google.

### Glamour Woman of the Year Awards
Щоосені журнал організовує Glamour Woman of the Year Awards, який визначає найпопулярніших жінок для публіки. В 2007 році нагороду отримала Лоріна Очоа. У 2008 році нагороду отримали дві жінки з Ємену: Нуджуд Алі, 10-річна розведена дівчина та Шаде Насер, адвокат, яка представляла її справу; пізніше Гілларі Клінтон та Кондоліза Райс виразили похвалу за відвагу Нуджуд. У 2010 році нагороду отримала Шер, а у 2016 — Зендея.

### Редактори
- Еліс Томпсон (1939–1941)[10]
- Елізабет Пенроуз (1941–1953)
- Ніна Кайл (1953–1954)
- Кетлін Аштон Кейсі (1954–1967)
- Рут Вітні (1967–1998)
- Бонні Фуллер (1998–2001)
- Сінтія Лайв (2001 — дотепер)

## Інтернаціональні видання
У Британії журнал почав продаватися із квітня 2001 року. Видавався у форматі «сумочка», редакція навіть створила гасло: «Відповідає вашому життю, так само як ваша сумочка». В червні 2009 року журнал відсвяткував свою восьму річницю. На вебсайті створили спеціальну галерею, на якій виклали обкладинки з кожного випуску.
У Німеччині журнал виходить раз на два тижні. Почав продаватися з березня 2005 року, головний редактор — Ніколаус Альбречт (Nikolaus Albrecht).
У Південній Африці журнал почав продаватись з квітня 2004 року. Публікується щомісячно, головний редактор — Пніна Фенстер (Pnina Fenster).
В Італії був запущений в грудні 1976 року під назвою Lei. На назву Glamour публікація перейшла у 1992 році.

### Glamour Woman of the Year Awards
Щороку, з червня по вересень, у Британії організовується конкурс Glamour Woman of the Year Awards. У 2008 році перемогла Донна Роуз.